# Corte a plasma

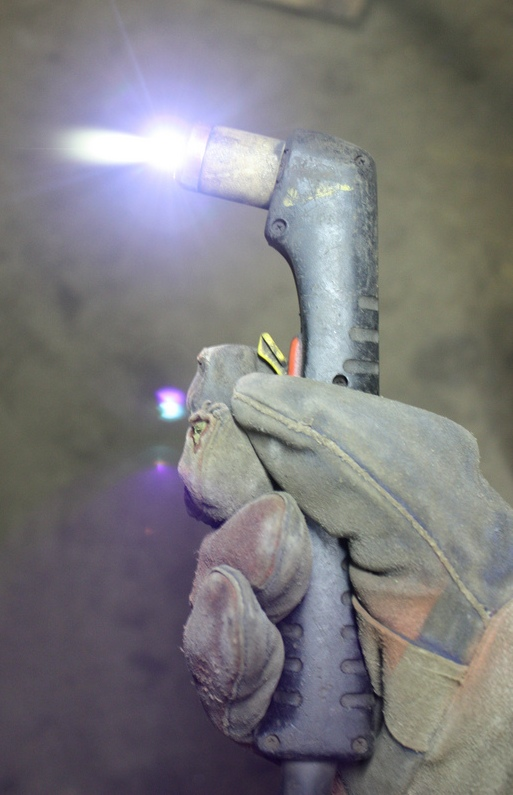
Tocha para corte plasma

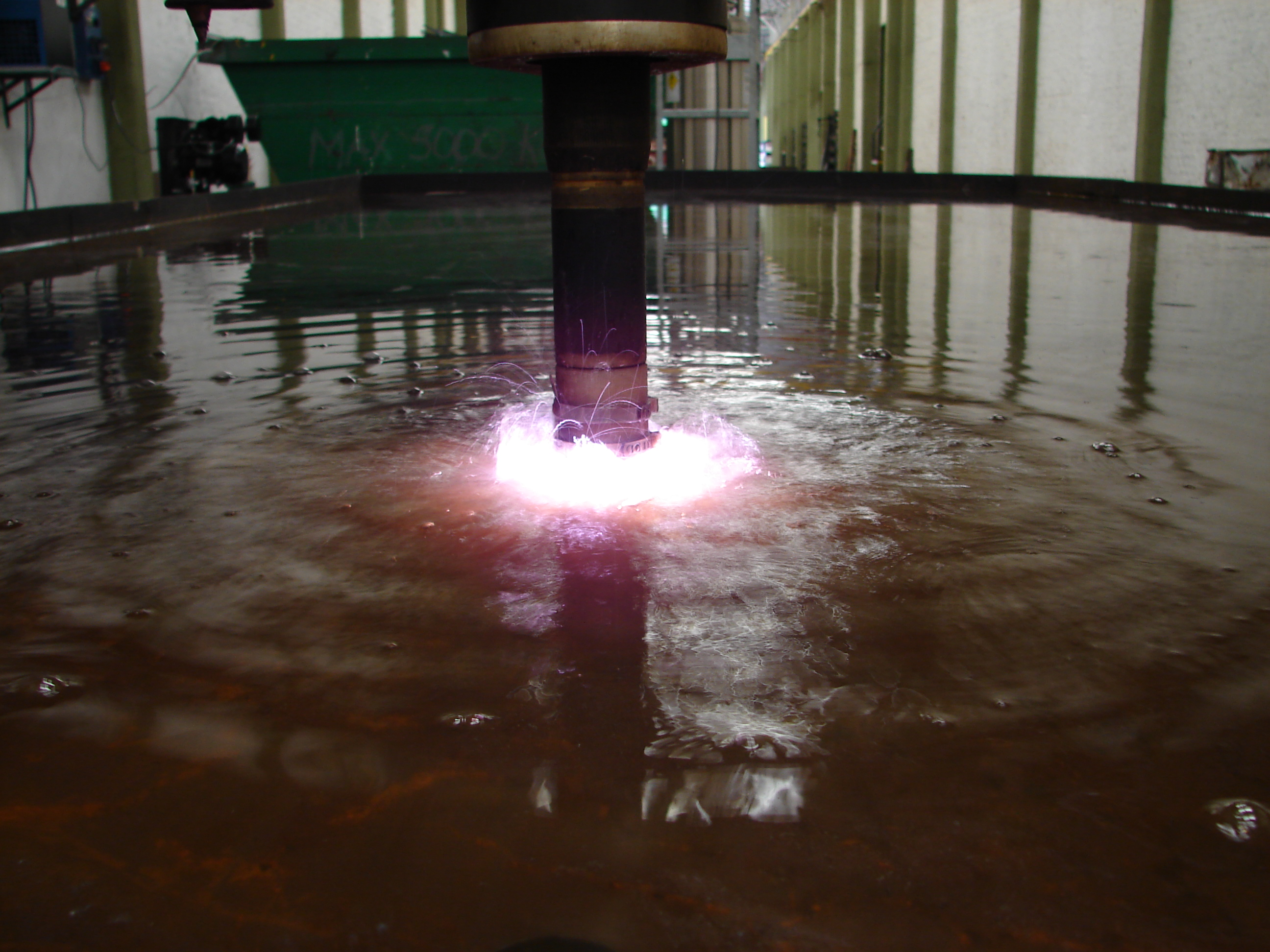
Processo de corte plasma

Corte a plasma é uma técnica de corte de chapas metálicas ou outros materiais, onde o corte ocorre através de um processo similar ao da soldagem por arco elétrico com gás de proteção.

## Descrição
Desde sua invenção na metade da década de 1950, o processo de corte por plasma incorporou várias tecnologias e se mantém como um dos principais métodos de corte de metais. Porém, até há poucos anos, o processo detinha uma reputação duvidosa na indústria de corte de metais devido ao elevado consumo dos itens componentes do sistema, o ângulo de corte e a inconsistência do processo. Os recentes desenvolvimentos agrupando tecnologias em sistemas de cortes manuais e mecanizados, proporcionaram uma maior eficiência deste processo. 
Os plasmas manuais mais modernos são equipados com sistema de jato coaxial de ar, que constringe ainda mais o plasma, permitindo um corte mais rápido e com menos ângulo. O projeto de escuto frontal permite ao operador apoiar a tocha na peça mesmo em correntes elevadas na ordem de 100A. Nos sistemas mecanizados, utilizados principalmente em manipuladores XYZ comandados por controle numérico, foram incorporam tecnologias que aumentam a consistência do processo e prolongam a vida útil dos componentes consumíveis através de um controle mais eficiente dos gases e do sistema de refrigeração respectivamente. 
O processo de corte plasma, tanto manual como mecanizado ganhou espaço considerável na indústria do corte de metais. Mesmo descontado o crescimento desta indústria, a participação do corte plasma teve substancial ampliação devido a sua aplicação em substituição ao processo oxi-corte, em chapas grossas, e ao laser em chapas finas ou de metais não ferrosos.

## Resumo histórico
O processo de corte plasma foi criado na década de 50 e tornou-se muito utilizado na indústria devido sua capacidade de cortar qualquer metal condutor de eletricidade principalmente os metais não ferrosos que não podem ser cortados pelo processo oxi-corte. O processo consiste na utilização do calor liberado por uma coluna de plasma, resultante do aquecimento – por mais de um arco elétrico - de um gás, em alta vazão rotacional. 
Este plasma é transferido ao metal a ser cortado. A parte do metal se funde pelo calor do plasma e este metal é expulso com auxílio do gás em alta vazão. Em 1968 surge a primeira grande inovação, a injeção de água entre o bico e um bocal frontal, com o objetivo de ampliar a vida útil dos consumíveis e na qualidade de corte. Em 1983 torna-se industrialmente viável a utilização do plasma com oxigênio para materiais ferrosos. Com o oxigênio como gás de plasma o calor do processo provém de duas fontes: a do plasma e da reação exotérmica da oxidação do ferro. 
A resultante é um aumento considerável de velocidade e qualidade de corte. Em 1989 lança-se o bocal protetor eletricamente isolado que minimiza a formação de arco duplo e aumenta a vida útil dos consumíveis. Para melhorar a vida útil dos consumíveis, principalmente nos processos com o uso do oxigênio como gás de plasma, em 1990 são incorporadas sequências lógicas nos sistemas plasma com ajustes específicos de corrente e vazão e pressão de gás nos intervalos de início e final de corte, conhecido como tecnologia LongLife. Esta tecnologia conta ainda com o aprimoramento do projeto do eletrodo. Com um inserto de háfnio de menor diâmetro, amplia-se a capacidade de refrigeração do eletrodo.
Nesta mesma época surge o plasma de alta definição que revoluciona o processo plasma e o torna aplicável em peças com maiores exigências de qualidade de corte. O processo utiliza um orifício reduzido no bico e um canal extra para saída de excesso de gás plasma resultando num corte praticamente sem chanfro e sem geração de escória. Em 1993 é lançado o processo com jato de ar auxiliar aplicado coaxialmente ao jato de plasma. Esta força de constrição aumenta a eficiência do jato proporcionando um aumento de velocidade e redução do ângulo de corte. 
Em 2004 são incorporadas novas tecnologias ao processo plasma de alta definição com o objetivo de melhorar o desempenho e consistência do processo. O resultado foi a criação do processo HyPerformance ou plasma de alto desempenho. Com todo este avanço tecnológico, o plasma torna-se um dos processos mais importantes na indústria do corte do país. Atualmente o plasma vem sendo usado tanto para acompanhar o crescimento da indústria, bem como na substituição de processos mais lentos ou com maiores custos operacionais.

## Desempenho
A principal vantagem deste sistema reside na sua redução do risco de deformação devido à compactação térmica da zona de corte. Economia é também o valioso gás aplicável, uma vez que, a priori, é possível também, embora você não deve atacar o eletrodo ou a peça. Não é aconselhável utilizar o cortador de plasma em pequenos pedaços, devido à temperatura ser muito elevada, o que deforma a peça de trabalho.

## Características do processo
Esta tecnologia moderna é utilizável para o corte de qualquer material metálico condutor, e mais especialmente em aço estrutural, aço inoxidável e metais não ferrosos. Corte a plasma pode ser um processo complementar para trabalhos especiais, tais como a produção de pequenas séries, atingindo tolerâncias apertadas ou acabamentos melhorados. Existe também um material de baixo térmica afectado pela concentração de alta energia do arco de plasma.[carece de fontes?]
O início do corte é praticamente instantáneo e produz uma deformação mínima da peça de trabalho. Este processo permite a usinagem em altas velocidades de corte e menos tempo de inatividade ocorre, (sem pré-aquecimento é necessário para perfuração).
Permite corte espessuras de 0,5 a 160 mm, com unidades de plasma até 1000 amperes. De corte de plasma também permite que o aço estrutural usinado posa ser chanfrado com até 30 milímetros. Uma das características mais notáveis é a alta qualidade e acabamento do corte.

## Equipamento necessário

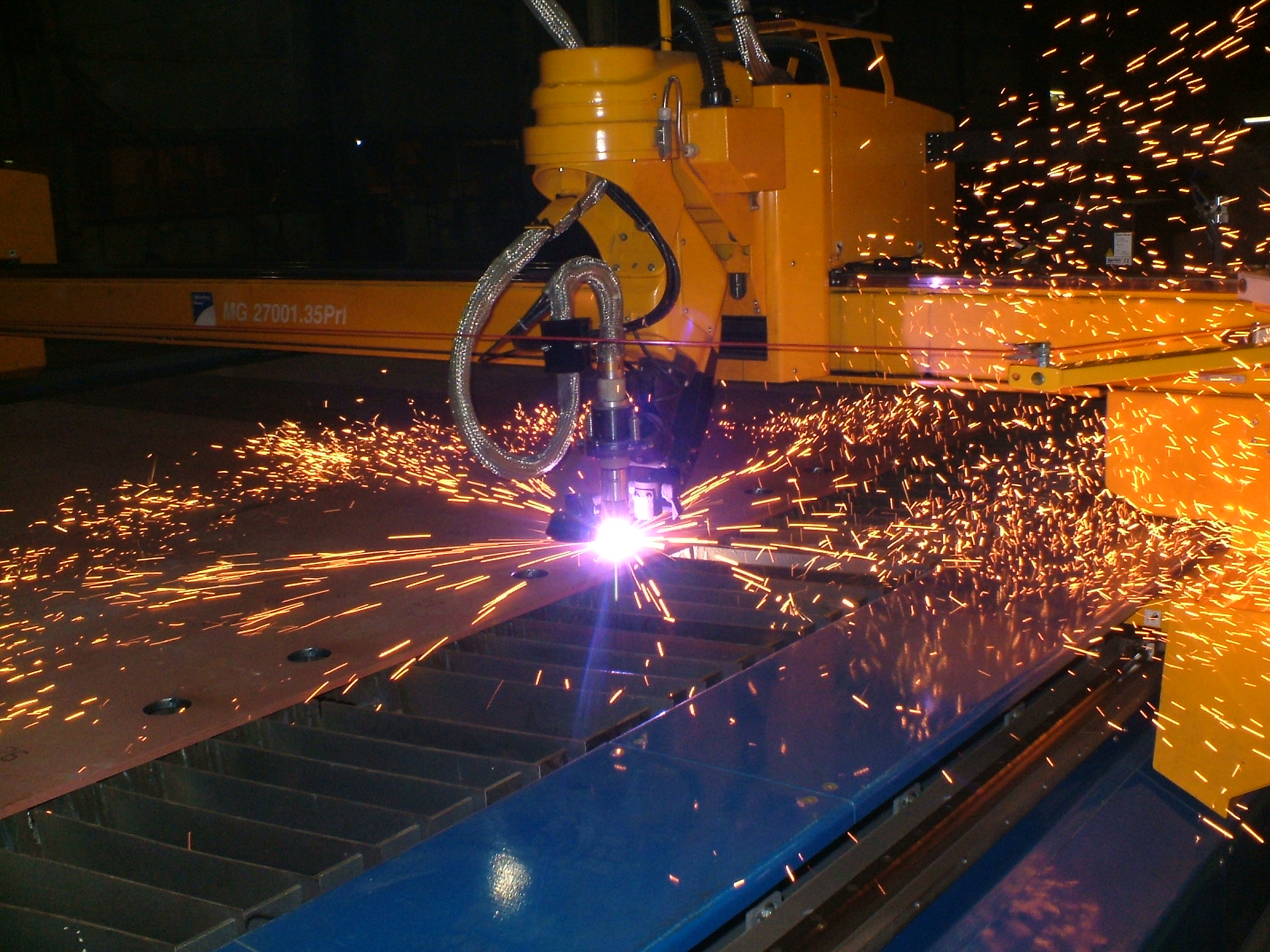
Corte por plasma em um centro de usinagem CNC.

Os equipamentos necessários para fornecer esta energia é um gerador de alta frequência alimentado por eletricidade, gás para gerar a temperatura da chama, e mais tarde para ionizar (argônio hidrogênio nitrogênio), um porta-eletrodo e eletrodo, dependendo do gás que pode ser tungstênio , háfnio ou zircônio, e, claro, a peça de trabalho.

## Variáveis de processo
As variáveis do processo são os seguintes:[carece de fontes?]
- Os gases utilizados.
- A taxa de fluxo e pressão do mesmo.
- Distância entre a peça e o bico.
- Velocidade de corte.
- A energia utilizada ou intensidade do arco.

Variáveis tais como o fluxo, a pressão do gás de plasma, a distância entre a ponta e a peça e a velocidade de corte podem ser ajustadas na própria máquinas de corte a plasma.A  sua qualidade varia dependendo do controle destes parâmetros para alcançar melhor acabamento das peças e aumento da produtividade.

## Preparo
Os principais gases são utilizados como gases plasmágenos, árgon, azoto e ar, ou uma mistura destes gases, geralmente azoto é utilizado para a sua melhor comportamento no que diz respeito à qualidade de corte e assegura uma durabilidade do bocal. O jato de gás de plasma usado no processo compreende duas zonas:
- Zona envolvente, que é uma camada não ionizada frio anelar em torno da zona central. Quando o frio consegue arrefecer o bocal,torna-se eletricamente isolado e confinam a região do arco, a coluna.
- Zona central, que consiste em duas camadas, um anel periférico formado por um gás quente não é suficientemente condutor ea coluna de plasma ou o núcleo, onde o gás de plasma- tem a sua maior condutividade Como, a maior densidade de partículas ionizadas e temperaturas mais elevadas, entre 10.000 e 30.000°C.